# Schiefermuseum Uewermaarteleng
Das Musée de l'Ardoise Schiefermuseum Uewermaarteleng befindet sich in Obermartelingen (Luxemburg).

## Ausstellungsflächen
Das Museum mitsamt Schieferbruch liegt auf einem acht Hektar großen Freigelände, auf dem sich 26 renovierte Handwerksstätten befinden, darunter eine Sägerei, Ateliers mit Schmiede, Schmelzerei, Schreinerei und Steinspalter. 
Des Weiteren befinden sich auf dem Gelände die ehemalige Dienstvilla und Arbeiterhäuser.

## Organisation
Das Museum wurde 1992 gegründet, mit Unterstützung seitens der Denkmalbehörde und dem Verein „Frënn vun der Lee“.